# 12355 Coelho
12355 Coelho è un asteroide della fascia principale. Scoperto nel 1993, presenta un'orbita caratterizzata da un semiasse maggiore pari a 2,8417074 UA e da un'eccentricità di 0,0688170, inclinata di 1,70794° rispetto all'eclittica.